# Diecezja Fargo
Diecezja Fargo (łac. Dioecesis Fargensis, ang. Diocese of Fargo) jest diecezją Kościoła rzymskokatolickiego obejmująca swą powierzchnią wschodnią część stanu Dakota Północna.

## Historia
Diecezja została kanonicznie erygowana 10 listopada 1889 roku przez papieża Leona XIII jako Diecezja Jamestown z terenów Wikariatu Apostolskiego Dakoty. 6 kwietnia 1897, na prośbę ówczesnego ordynariusza, siedziba diecezji przeniesiona została do Fargo. Pierwszym ordynariuszem został rektor katedry w Saint Paul ks. John Shanley (1852-1909). Budowę neoromańskiej katedry ukończono w roku 1899 (parafia istniała od roku 1880). W latach 1962–2011 na terenie diecezji istniało  Wyższe Seminarium Duchowne im. kard. Muencha.

## Ordynariusze
- John Shanley (1889–1909)
- James O'Reilly (1909–1934)
- Aloisius Muench (1935–1959)
- Leo Ferdinand Dworschak (1960–1970)
- Justin Albert Driscoll (1970–1984)
- James Stephen Sullivan (1985–2002)
- Samuel Aquila (2002–2012)
- John Folda (od 2013)